# Albert von Trentini
Albert von Trentini (Bolzano, 10 ottobre 1878 – Vienna, 18 ottobre 1933) è stato uno scrittore e drammaturgo austriaco.

## Biografia
Proveniente da una nobile famiglia trentina, dopo gli studi in legge trovò impiego negli uffici legali del ministero degli interni austriaco a Vienna.
La sua opera più famosa è Goethe, biografia romanzata del grande scrittore tedesco pubblicata nel 1923.
Nei suoi saggi e racconti, Trentini - autore profondamente cattolico - si batte per un ritorno alla fede ed ai veri sentimenti

## Opere (elenco parziale)
- Der große Frühling (1908)
- Sieg der Jungfrauen (1910)
- Candida (1916)
- Deutsche Braut (1921)
- Goethe (1923)